# Spruce Grove
Spruce Grove is een stad (city) in de Canadese provincie Alberta en telt 37.645 inwoners (2021).

## Geboren
- Ryan Anderson (22 juli 1987), wielrenner